# Rasmus Troedsson
Bengt Rasmus Mikael Troedsson, född 9 januari 1964 i Malmö, är en svensk skådespelare och journalist. Han har bland annat arbetat som programledare, reporter och redaktör på SVT, TV4 och SR. Har även skrivit ett antal böcker.
Troedssons stora genombrott för den breda massan var i rollen som "Bellan Roos" i TV-serien Vår tid är nu. Den 14 juli 2020 var han sommarvärd i Sommar i P1.

## Filmografi
- 1995 – Mördande intelligens
- 1999 – Offer och gärningsmän (TV-serie)
- 1999 – Dödsklockan
- 2000 – Soldater i månsken (TV-serie)
- 2004 – Graven (TV-serie)
- 2005 – Lasermannen (TV-serie)
- 2006 – Beck – Skarpt läge
- 2006 – Inga tårar
- 2007 – Upp till kamp (TV-serie)
- 2008 – Andra avenyn (TV-serie)
- 2009 – De halvt dolda (TV-serie)
- 2010 – Wallander – Vålnaden
- 2010 – För kärleken
- 2010 – Starke man (TV-serie)
- 2010 – Himlen är oskyldigt blå
- 2010 – Svinalängorna
- 2011 – Gränsen
- 2011 – Soffan
- 2011 – Maria Wern - Svart fjäril
- 2011 – Bron (TV-serie)
- 2011 – Anno 1790 (TV-serie)
- 2012 – Studio Sex
- 2012 – Call Girl
- 2014 – Gentlemen
- 2015 – John Hron
- 2016 – Gentlemen & Gangsters (TV-serie)
- 2017–2020 – Vår tid är nu (TV-serie)
- 2020 – Mirakel (TV-serie)
- 2020 – Jakten på en mördare (TV-serie)
- 2022 – Lea (TV-serie)
- 2022 – STOPP (TV-serie)
- 2023 – En helt vanlig familj (TV-serie)

## Regi
- 1995 – Mördande intelligens

### Fotnoter
1. ↑  ”Rasmus Troedsson”. Svensk Filmdatabas. https://www.svenskfilmdatabas.se/sv/item/?type=person&itemid=265902. Läst 4 augusti 2012.
2. ↑  ”Rasmus Troedsson: ”Jag drabbades av behagsjukan””. Sydsvenskan. https://www.sydsvenskan.se/2022-09-27/rasmus-troedsson-jag-drabbades-av-behagsjukan. Läst 7 januari 2023.
3. ↑  ”Rasmus Troedsson - Sommar & Vinter i P1”. sverigesradio.se. Sveriges Radio. https://sverigesradio.se/avsnitt/1518784. Läst 7 januari 2023.